# ایثارده
ایثارده روستایی واقع در شهرستان تنکابن (شهسوار) و استان مازندران می‌باشد. در گذشته این روستا کوده نامیده می‌شد. امروزه نیز بسیاری از بومیان آن را با نام کوده می‌شناسند.

## موقعیت جغرافیایی
روستای ایثارده در جنوب غربی شهرستان تنکابن واقع شده است. این روستا در نزدیک‌ترین همسایگی از جنگل‌های هیرکانی قرار دارد و همچنین فاصله آن از دریای خزر حدود ۱۵کیلومتر می‌باشد.

## اقتصاد
اهالی این روستا عمدتاً به کشاورزی مشغول هستند. محصول عمده این روستا پرتقال است. همچنین محصولات دیگری مانند کیوی و چای و خرمالو هم در این روستا مورد بهره‌برداری قرارمی‌گیرند.

## جمعیت
این روستا در دهستان گلیجان قرار دارد و براساس سرشماری مرکز آمار ایران در سال ۱۳۸۵، جمعیت آن ۳۴۶ نفر (۱۰۸خانوار) بوده است. رئیس شورا: غلامرضا رمضانی فر